# الحب والوحوش (فلم)
الحب والوحوش هو فيلم مغامرات أمريكي لعام 2020 من إخراج مايكل ماثيوز ، ويعمل كل من شون ليفي ودان كوهين كمنتجين. الفيلم من بطولة ديلان أوبراين ومايكل روكر وأريانا جرينبلات وجيسيكا هينويك . تم إصداره بواسطة باراماونت بيكتشرز عبر الفيديو عند الطلب وفي مسارح محددة في 16 أكتوبر 2020.

## القصة
في عالم سيطرت عليه الوحوش المرعبة، يكتشف جويل أن حبيبته تبتعد عنه ب80 ميل، وسرعان ما يبدأ مغامرة شديدة الخطورة للوصول لها ليكتشف تدريجيًا البطل الكامن بداخله.

## فريق العمل
- ديلان أوبراين في دور جويل داوسون ، صديق إيمي ، بولين وابن السيد داوسون
- مايكل روكر في دور كلايد داتون ، صياد خبير
- أريانا جرينبلات بدور البلمة
- جيسيكا هينويك في دور إيمي ، صديقة جويل
- دان إوينج في دور كاب
- دوني باكستر في دور باركر
- إلين هولمان في دور دانا
- سيني بريتي بدور كارين

## إنتاج
في يونيو 2012 ، أُعلن أن شركة باراماونت بيكتشرز كانت تطور فيلم مشاكل الوحوش ، من إنتاج شون ليفي ، بناءً على سيناريو محدد من قبل بريان دوفيلد . تم وصفه بأنه فيلم طريق ما بعد المروع في سياق <i id="mwOw">ماكس المجنون</i> و زومبي لاند  مع قصة حب جون هيوز -اسك. 
في أكتوبر 2018 ، أُعلن أن ديلان أوبراين يجري محادثات مع النجم.  بحلول مارس 2019 ، انضم مايكل روكر وأريانا جرينبلات إلى أوبراين ، مع المخراج مايكل ماثيوز للفيلم.   في أبريل 2019 ، أُعلن أن جيسيكا هينويك قد انضمت إلى فريق التمثيل.  في نفس الشهر ، انضم الممثل الأسترالي دان إوينج إلى الفيلم في دور داعم.  بدأ التصوير الرئيسي في جولد كوست في 25 مارس 2019 ، وانتهى في مايو 2019.  

## إصدار الفيلم
كان من المقرر إصدار الفيلم في 6 مارس 2020 ، ولكن في أكتوبر 2019 ، تم نقل تاريخ الإصدار إلى 17 أبريل 2020.  في فبراير 2020 ، تم نقله مرة أخرى ، إلى 12 فبراير 2021. 
في أغسطس 2020 ، أعلنت شركة Paramount أنها ألغت الإصدار المسرحي للفيلم بسبب وباء COVID-19 وستصدر بدلاً من ذلك الفيلم عبر الفيديو عند الطلب في 16 أكتوبر 2020. تم تغيير عنوان الفيلم أيضًا من Monster Problems إلى Love and Monsters .  ومع ذلك ، تم عرض الفيلم في 387 دارًا لعطلة نهاية الأسبوع الممتدة من 16 إلى 18 أكتوبر 2020. 

## استقبال

### شباك التذاكر
تم عرض الفيلم في 387 سينما إلى جانب إصدار VOD ، وحقق 255000 دولار في عطلة نهاية الأسبوع الافتتاحية. 